# Morocz (rejon soligorski)
Morocz (biał. Морач; ros. Морочь) – wieś na Białorusi, w obwodzie mińskim, w rejonie soligorskim, w sielsowiecie Dołhe, przy ujściu Moroczu do Słuczy.
W dwudziestoleciu międzywojennym leżał w Polsce, w województwie poleskim, w powiecie łuninieckim, w gminie Lenin (Sosnkowicze), tuż przy granicy ze Związkiem Sowieckim. Mieściła się tu wówczas strażnica KOP „Morocz”.